# Orde van Sportieve Verdienste (Kameroen)

Lint

De Orde van Sportieve Verdienste (Frans: "Ordre du Mérite Sportif") is een moderne orde van verdienste die na de onafhankelijkheid van dat land, dat zich in 1961 van Frankrijk losmaakte, werd ingesteld. De orde werd op 30 november 1972 gesticht door president Ahmadou Ahidjo en heeft meerdere graden.
Het gaat om gouden, zilveren en bronzen medailles.
De president van Kameroen is grootmeester van de orde.
- Eerste klasse of gouden medaille (1ère classe of médaille d'or)
- Tweede klasse of zilveren medaille (2ème classe of médaille d'argent)
- Derde klasse of bronzen medaille (3ème classe of médaille de bronze)

De orde wordt toegekend voor uitzonderlijke verdiensten voor de sport. Een Kameroenees of vreemdeling moet 25 jaar oud zijn maar de president kan uitzonderingen maken.
Kameroen volgt het Franse systeem van bevorderingen en quota.
Men moet de bronzen medaille bezitten alvorens men na drie jaar kan worden onderscheiden met de zilveren medaille. Daarna kan men na vijf jaar de gouden medaille ontvangen. De benoemingen en bevorderingen in de Kameroenesche orden vinden ieder jaar op 20 mei, de nationale feestdag, plaats.

## Versierselen
Het lint van de orde is sinds 1972 groen met een oranje en rode rand.  Eerder was het lint lichtblauw.
Het versiersel heeft de vorm van een ronde medaille met een diameter van 38 millimeter. Op de voorzijde is onder drie ineengevoegde geëmailleerde olympische ringen in de landskleuren een leeuwenkop afgebeeld, de keerzijde toont de woorden "Mérite Sportif" met het rondschrift "République Unie du Cameroun".

## Draagwijze
Men draagt de medailles op de linkerborst. Op het lint van de verguld bronzen medaille zijn, naargelang de graad, twee bronzen, verzilverde of vergulde sterren bevestigd.